# Otto Stern
Otto Stern (n. 17 februarie 1888, Żory, Voievodatul Silezia, Polonia – d. 17 august 1969, Berkeley, California, SUA) a fost un fizician german american. Împreună cu Walther Gerlach, a efectuat experimentul Stern-Gerlach; rezultatele acestuia au pus în evidență proprietăți ale sistemelor microscopice (electroni și atomi) care nu pot fi explicate în cadrul fizicii clasice. Ele ilustrează principii fundamentale ale fizicii cuantice și au dus la formularea ipotezei privitoare la existența momentului cinetic intrinsec al electronului, numit spin.
A fost distins cu Premiul Nobel pentru Fizică (1943), cu motivația „pentru contribuția sa la dezvoltarea metodei fasciculelor moleculare și pentru descoperirea momentului magnetic al protonului”.